# Mykelti Williamson
Mykelti Williamson, pseudonimo di Michael T. Williamson (Saint Louis, 4 marzo 1957), è un attore e regista statunitense.

## Biografia
Noto soprattutto per il ruolo di Bubba, l'amico afroamericano del protagonista interpretato da Tom Hanks, nel film Forrest Gump vincitore di 6 premi Oscar nel 1995, Williamson ha recitato in diversi film di successo, come Heat - La sfida, Con Air, Alì, After the Sunset, The Assassination e Slevin - Patto criminale.
È stato sposato con Olivia Brown per due anni, dal 1983 fino al loro divorzio nel 1985. 

## Filmografia parziale

### Cinema
- Una bionda per i Wildcats (Wildcats), regia di Michael Ritchie (1986)
- Free Willy - Un amico da salvare (Free Willy), regia di Simon Wincer (1993)
- Forrest Gump, regia di Robert Zemeckis (1994)
- Free Willy 2, regia di Dwight H. Little (1995)
- Donne - Waiting to Exhale (Waiting to Exhale), regia di Forest Whitaker (1995)
- Heat - La sfida (Heat), regia di Michael Mann (1995)
- Viaggio senza ritorno (Truth or Consequences, N.M.), regia di Kiefer Sutherland (1997)
- Con Air, regia di Simon West (1997)
- Three Kings, regia di David O. Russell (1997)
- I colori della vittoria (Primary Colors), regia di Mike Nichols (1998)
- Species II, regia di Peter Medak (1998)
- Alì (Ali), regia di Michael Mann (2001)
- The Assassination (The Assassination of Richard Nixon), regia di Niels Mueller (2004)
- After the Sunset, regia di Brett Ratner (2004)
- Slevin - Patto criminale (Lucky Number Slevin), regia di Paul McGuigan (2006)
- La musica nel cuore - August Rush (August Rush), regia di Kirsten Sheridan (2007)
- The Final Destination 3D (The Final Destination), regia di David R. Ellis (2009)
- La notte del giudizio - Election Year (The Purge: Election Year), regia di James DeMonaco (2016)
- Barriere (Fences), regia di Denzel Washington (2016)
- Convergence, regia di Drew Hall (2017)
- Run the Race, regia di Chris Dowling (2018)
- Canal Street, regia di Rhyan LaMarr (2018)
- Saint Judy, regia di Sean Hanish (2018)
- Thriller, regia di Dallas Jackson (2018)
- Don't Let Go, regia di Jacob Estes (2019)
- Butter's Final Meal, regia di Paul A. Kaufman (2020)
- Emperor, regia di Mark Amin (2020)
- The 24th, regia di Kevin Willmott (2020)
- Clean, regia di Paul Solet (2021)
- Inarrestabile (Unstoppable), regia di William Goldenberg (2024)

### Televisione
- Starsky & Hutch - serie TV  episodio 4x09 (1978)
- Cover Up - serie TV, 10 episodi (1984-1985)
- Miami Vice - serie TV, 2 episodi (1984-1985)
- La parola ai giurati (12 Angry Men), regia di William Friedkin - film TV (1997)
- Una drag queen come mamma (Holiday Heart), regia di Robert Townsend – film TV (2000)
- Il fuggitivo (The Fugitive) - serie TV, 23 episodi (2000-2001)
- Boomtown - serie TV, 24 episodi (2002)
- Detective Monk (Monk) - serie TV, episodio 3x01 (2004)
- Kidnapped - serie TV, 12 episodi (2006)
- Psych - serie TV, episodio 3x13 (2009)
- 24 - serie TV, 17 episodi (2010)
- Rizzoli & Isles - serie TV, episodio 2x14 (2011)
- Justified - serie TV, stagioni 3-4 e 6 (2012-2015)
- The Paul's Stories - serie TV, episodi 1x01-03-06 (2014)
- Underground - serie TV, 6 episodi (2016)
- Criminal Minds: Beyond Borders - serie TV, episodio 1x10 (2016)
- Designated Survivor - serie TV, 3 episodi (2016-2017)
- Rebel - serie TV, 5 episodi (2017)
- Chicago P.D. - serie TV, 14 episodi (2017-2018)
- Insecure - serie TV, episodio 3x07 (2018)
- Lethal Weapon - serie TV, 4 episodi (2018-2019)
- Two Degrees - serie TV, episodio 1x03 (2020)
- Law & Order: Organized Crime - serie TV episodio (2021-2022)
- Fallout – serie TV, episodio 1x01 (2024)

## Riconoscimenti
- MTV Movie Awards
  - 1995 - Candidatura  migliore performance rivelazione maschile per Forrest Gump
- Premio Sulkrey
  - 1997 - Miglior attore protagonista per Io e Judith

## Doppiatori italiani
Nelle versioni in italiano delle opere in cui ha recitato, Mykelti Williamson è stato doppiato da:
- Roberto Draghetti in Slevin - Patto criminale, The Final Destination 3D, Chicago P.D., La notte del giudizio - Election Year, Lethal Weapon
- Simone Mori in Forrest Gump, La parola ai giurati, Barriere
- Stefano Mondini in Con Air, Detective Monk, Justified
- Paolo Marchese in 24, Psych, The Good Wife
- Roberto Stocchi in Free Willy - Un amico da salvare, I colori della vittoria
- Sandro Acerbo in Starsky & Hutch
- Giuliano Santi in Una bionda per i Wildcats
- Francesco Pannofino in Heat - La sfida
- Angelo Nicotra in Viaggio senza ritorno
- Luigi Ferraro in Species II
- Claudio Fattoretto in Three Kings
- Massimo De Ambrosis in Gideon
- Eugenio Marinelli ne Il fuggitivo
- Fabrizio Pucci in Alì
- Lorenzo Scattorin in Our America
- Gianluca Tusco in Boomtown
- Massimo Corvo in The Assassination
- Luca Ward in CSI: NY (st. 3)
- Diego Reggente in CSI: NY (st. 4-6)
- Achille D'Aniello in Kidnapped
- Mimmo Mancini in La musica nel cuore - August Rush
- Edoardo Siravo in Hawaii Five-0
- Francesco Caruso Cardelli in Designated Survivor
- Massimiliano Plinio in Clean
- Gerolamo Alchieri in Law & Order: Organized Crime
- Giuliano Bonetto in Butter
- Dario Oppido in Fallout
- Fabrizio Dolce in Inarrestabile